# Tetracloruro de selenio
El tetracloruro de selenio, también cloruro de selenio o cloruro de selenio (IV), es un compuesto químico. Su fórmula química es SeCl4. Contiene selenio en su estado de oxidación +4. También contiene iones de cloruro.

## Propiedades
El tetracloruro de selenio es un sólido amarillo o blanco. Se evapora fácilmente. Reacciona con el agua para producir ácido clorhídrico y ácido selenoso. Reacciona con el dióxido de selenio para producir oxicloruro de selenio, una mezcla de dióxido de selenio y tetracloruro de selenio enlazados entre sí.

## Preparación
Se hace calentando una mezcla de selenio y cloro. El tetracloruro de selenio se escapa como un gas. Esto se puede utilizar para purificar el selenio. El selenio impuro se puede colocar en el matraz, reaccionando con cloro. Sólo se escapa el tetracloruro de selenio. Esto se reduce de nuevo a selenio, produciendo selenio puro.

## Usos
Se utiliza para purificar el selenio. Se utiliza para hacer otros compuestos de selenio.